# Konstantin Bazeljoek
Konstantin Sergejevitsj Bazelyuk (Russisch: Константин Сергеевич Базелюк) (Vitjazevo, 12 april 1993) is een Russisch betaald voetballer die doorgaans als spits speelt. Hij stroomde in 2013 door vanuit de jeugd van CSKA Moskou.

## Clubcarrière
Bazeljoek komt uit de jeugdopleiding van CSKA Moskou. Op 14 december 2013 debuteerde hij voor CSKA Moskou in de Premjer-Liga tegen FK Rostov. Hij viel in na 68 minuten en scoorde drie minuten later het enige doelpunt van de wedstrijd, waardoor hij zijn team de drie punten schonk. In 2013 werd hij verkozen tot beste jonge speler van het seizoen in Rusland.

## Carrièrestatistieken
| Seizoen                        | Club                   | Land            | Competitie      | Competitie | Competitie | Beker | Beker | Internationaal | Internationaal | Overig | Overig | Totaal | Totaal |
| Seizoen                        | Club                   | Land            | Competitie      | Wed.       | Dlp.       | Wed.  | Dlp.  | Wed.           | Dlp.           | Wed.   | Dlp.   | Wed.   | Dlp.   |
| ------------------------------ | ---------------------- | --------------- | --------------- | ---------- | ---------- | ----- | ----- | -------------- | -------------- | ------ | ------ | ------ | ------ |
| 2012/13                        | CSKA Moskou            | Rusland         | Premjer-Liga    | 0          | 0          | 1     | 0     | 0              | 0              | 0      | 0      | 1      | 0      |
| 2013/14                        | CSKA Moskou            | Rusland         | Premjer-Liga    | 17         | 2          | 4     | 1     | 2              | 0              | 0      | 0      | 23     | 3      |
| 2014/15                        | CSKA Moskou            | Rusland         | Premjer-Liga    | 1          | 0          | 2     | 1     | 0              | 0              | 0      | 0      | 3      | 1      |
| 2014/15                        | Torpedo Moskou         | Rusland         | Premjer-Liga    | 1          | 0          | 0     | 0     | 0              | 0              | 0      | 0      | 1      | 0      |
| 2015/16                        | SKA-Energia Chabarovsk | Rusland         | Eerste divisie  | 14         | 4          | 1     | 1     | 0              | 0              | 0      | 0      | 15     | 5      |
| Carrière totaal                | Carrière totaal        | Carrière totaal | Carrière totaal | 33         | 6          | 8     | 3     | 2              | 0              | 0      | 0      | 43     | 9      |
| Bijgewerkt op 26 december 2015 |                        |                 |                 |            |            |       |       |                |                |        |        |        |        |

## Interlandcarrière
Bazeljoek kwam uit voor verschillende Russische nationale jeugdelftallen. In 2013 maakte hij zijn opwachting voor Rusland –21.

## Erelijst

### MetCSKA Moskou
| Nationaal                  |    |            |
| Landskampioen Rusland      | 1x | 2013/14    |
| Winnaar Russische supercup | 2x | 2013, 2014 |